# Берти, Роберт, 1-й граф Линдси
Ро́берт Бе́рти, 1-й граф Ли́ндси (англ. Robert Bertie, 1st Earl of Lindsey; 16 декабря 1582 — 24 октября 1642) — английский аристократ и политический деятель. Носил титулы барона Уиллоуби де Эрзби (1601—1640), графа Линдси (1626—1642).

## Биография
Роберт Берти был сыном Перегрина Берти, 13-го барона Уиллоуби де Эрзби и его супруги Мэри де Вер, дочери Джона де Вера, 16-го графа Оксфорда. Королева Елизавета I была его крестной матерью, а крёстными отцами были граф Лестер и граф Эссекс.
Под командованием графа Эссекс был участником экспедиции в Кадис и посте взятия города был посвящён в рыцари. Затем он служил в Голландской республике под командованием Морица Оранского и в 1601 году участвовал в осаде Рейнберга.
В 1601 году унаследовал титул и земли отца в качестве барона Уиллоуби де Эрзби.
Роберт Берти участвовал в походах под командованием Джорджа Вильерса, герцога Бекингема, благодаря чему в 1626 году получил титул графа Линдси. После убийства герцога в августе 1628 года допрашивал его убийцу Джона Фельтона. Затем командовал английским флотом, который безуспешно пытался снять осаду Ла-Рошели.
В правление короля Карла I занимал должности лорда великого камергера Англии (1625—1642), лорд-лейтенанта Линкольншира (1629—1642), первого лорда Адмиралтейства (1635—1636) и губернатора Бервика (1639―1640).
Во время Английской революции воевал на стороне кавалеров и участвовал битве при Эджхилле, незадолго до которой у него произошёл конфликт с принцем Рупрехтом, генералом кавалерии. Роберт Берти принял участие в битве, сражаясь пешим в чине полковника и был ранен в бедро, после чего взят в плен круглоголовыми. Граф был отнесён в ближайший сарай, где умер на следующий день 23 октября 1642 года от потери крови. Был похоронен в церкви Святого Михаила и всех святых в Иденхэме (Линкольншир).

## Семья
Был женат на Элизабет Монтегю (ум. 1654), старшей дочери Эдварда Монтегю, 1-й барона Монтегю из Боутона; у супругов было 13 детей (8 сыновей и 5 дочерей).